# Бисфан
Бисфан (др.-греч. Βισθάνης; IV век до н. э.) — сын персидского царя Артаксеркса III.

## Биография
Согласно Арриану, Бисфан был одним из сыновей персидского царя Артаксеркса III,
После поражения персидской армии в битве при Гавгамелах в 331 году до н. э. царь Дарий III бежал в Экбатаны. Здесь он намеревался выждать, что предпримут далее македоняне. По замечанию Дройзена И. Г., Ахеменида окружал здесь цвет иранской знати, среди которых находился и Бисфан. Однако обещавшие помощь скифы и кадусии не прибыли, а Александр Македонский с войском стремительно приближался к Мидии.
Недалеко от Экбатан к македонскому царю явился Бисфан и сообщил о бегстве Дария. По словам Бисфана, с персидским царём было шесть тысяч пехотинцев и три тысячи всадников. По замечанию Шофмана А. С., эти приведённые сведения находятся в противоречии с информацией Квинта Курция Руфа, указавшим количество персидских воинов в несколько раз больше. Шофман отметил «общую тенденцию Арриана показывать неспособность Дария к дальнейшему сопротивлению».